# خانه محمدی
خانهٔ محمدی نام خانه‌ای تاریخی مربوط به دورهٔ پهلوی است و در شهرستان مشهد، شهر مشهد، خیابان نواب صفوی، خیابان عباسقلی‌خان، کوچهٔ محمدیه، کوچهٔ شهید رکابی، پلاک ۹۹ واقع شده و این اثر در تاریخ ۲۵ آبان ۱۳۸۴ با شمارهٔ ثبت ۱۳۸۷۹ به‌عنوان یکی از آثار ملی ایران به ثبت رسیده‌است.